# Chinese blauwkeelniltava
De Chinese blauwkeelniltava (Cyornis glaucicomans) is een zangvogel uit de familie Muscicapidae (vliegenvangers). De vogel werd in 1909 door de Amerikaanse vogelkundigen John Eliot Thayer en Outram Bangs geldig beschreven als ondersoort (Cyornis tickelliae glaucicomans) van Tickells niltava. De soort is een typische vertegenwoordiger van een reeks verwarrend gelijk uitziende blauwgekleurde vliegenvangers waarvan de soort- of ondersoort-status neigt naar veranderen afhankelijk van het gehanteerde soortbegrip.

## Kenmerken
De vogel is 14 tot 15 centimeter lang. Het mannetje is glanzend blauw van boven en oranje op de keel en de borst. De buik is vuilwit. Het vrouwtje is dof grijsbruin van boven en heeft een oranje borst. Beide seksen hebben bruin gekleurde flanken.

## Verspreiding en leefgebied
De soort is een trekvogel; het is een endemische broedvogel in zuidelijk en zuidoostelijk China die overwintert op het schiereiland Malakka. De broedgebieden liggen in heuvelland of gebergte tot op 2000 meter boven zeeniveau in dichte ondergroei. De vogel overwintert in natuurlijk tropisch bos in het laagland. Het is geen bedreigde soort.